# 张特立 (金朝)
张特立（1179年—1253年），初名永，避卫绍王完颜永济名讳而改名，字文举。曹州东明（今山东东明县）人，金朝末年、元朝初年政治人物。
金章宗泰和三年进士，为偃师主簿，改授宣德州司候。宣德州多皇族巨室，他以法治理，阖境肃然。调任莱州节度判官，没有就任，躬耕圉城，以经学自乐。金哀宗正大初年，荐授洛阳令，正大四年（1227年），拜监察御史。执法公允，连续弹劾尚书右丞颜盏世鲁、参知政事徒单兀典等人。以劾奏不实罪降为邳州军事判官。金朝灭亡，回归田里，晚年精研程氏《易》，教授诸生，受到东平严实礼遇。1246年，贵由汗时，忽必烈为他赐号中庸先生，命赵璧前往谕意，又赐其读书堂名“丽泽”。著有《易集说》、《历年系事记》。